# Tess Merkel
Pour les articles homonymes, voir Merkel (homonymie).
Eva Therese Margaretha Merkel, née le 18 avril 1970, est une chanteuse et actrice suédoise. C'est l'un des membres fondateurs du groupe pop Alcazar.

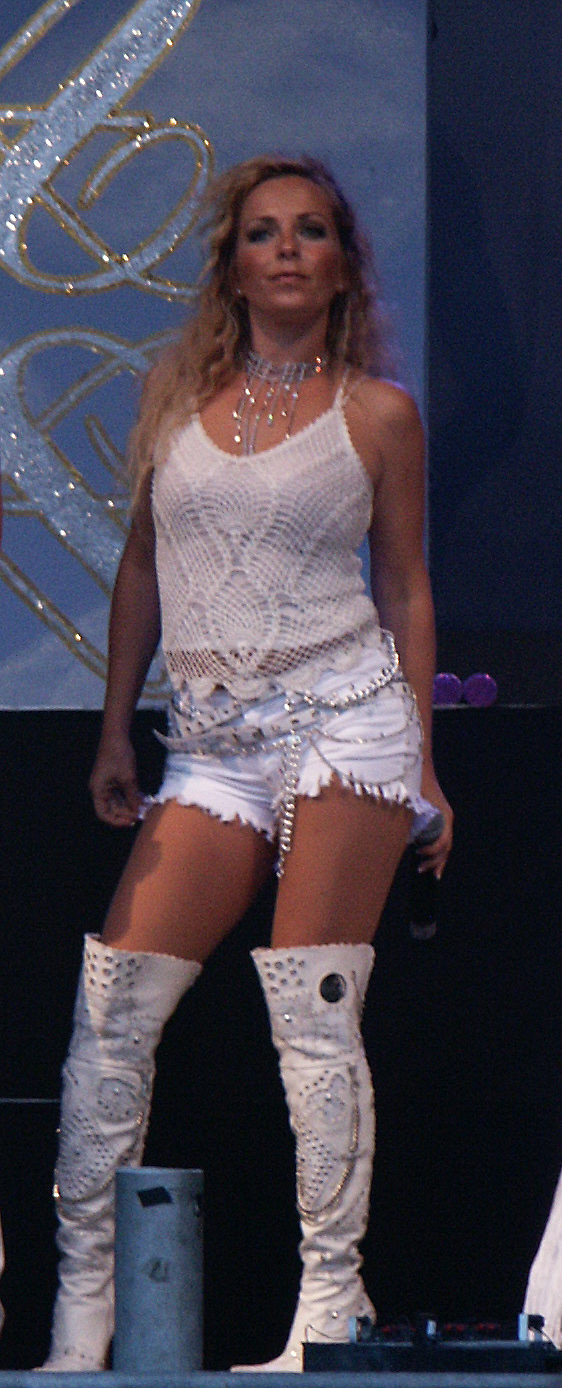
Tess lors d'un concert d'Alcazar en 2004.